# Jack Rowell
Jack Rowell (Hartlepool, 1º novembre 1936 – 1º luglio 2024) fu un allenatore inglese di rugby a 15, che ricoprì i ruoli di tecnico di Bath e della Nazionale inglese; ebbe anche un breve passato da giocatore, interrotto tuttavia per infortunio.

## Biografia
Nativo di Hartlepool (Durham), crebbe a Newcastle upon Tyne dove giocò nel ruolo di seconda linea alta più di due metri; studiò all'Università di Oxford, e militò fino al 1972 in vari club, tra i quali il Gosforth che attraverso varie trasformazioni divenne l'attuale Newcastle Falcons.
Dal 1972 iniziò la carriera tecnica, con lo stesso Gosforth guidato per 6 stagioni nel corso delle quali la squadra vinse due coppe Anglo-Gallesi consecutive.
Passato al Bath nel 1978, vi rimase 16 stagioni, inaugurando una serie vittoriosa che portò al club 5 titoli nazionali e 8 coppe Anglo-Gallesi, cosa questa che gli aprì le porte della nazionale inglese per succedere a Geoff Cooke. Quello di Rowell fu l'ultimo mandato dell'era dilettantistica del rugby a 15, e nel corso del suo incarico l'Inghilterra vinse due volte consecutivamente Cinque Nazioni, nel 1995 con il Grande Slam e nel 1996, e conquistò il quarto posto alla Coppa del Mondo di rugby 1995 in Sudafrica.
Nel 1997 si dimise dall'incarico per via dello status non ancora compiutamente professionistico del rugby, e si impiegò come manager presso una compagnia esterna al mondo dello sport, ma rientrò nel 1988 come dirigente senza mansioni esecutive nel Bristol; nel 2000 ivi assunse anche funzioni direttive e stette in tale incarico fino al 2002.
Nel luglio 2002, infine, assunse la posizione di direttore esecutivo al Bath, il club che segnò l'inizio della sua carriera tecnica.
Morì il 1º luglio 2024 all'età di 87 anni.

## Palmarès

### Allenatore
- National Division One: 5
Bath: 1988-89, 1990-91, 1991-92, 1992-93, 1993-94
- Coppe Anglo-Gallesi: 10
Gosforth: 1975-76; 1976-77
Bath: 1983-84, 1984-85, 1985-86, 1986-87, 1988-89, 1989-90, 1991-92, 1993-94